# Friedrich Feuerlein
Friedrich Feuerlein (* 10. Januar 1664 in Nürnberg; † 14. Dezember 1716 ebenda) war ein deutscher lutherischer Theologe.
Friedrich Feuerlein entstammte dem alten fränkischen Bürgergeschlecht Feuerlein. Er war ein Sohn des Nürnberger Pfarrers und späteren Antistes Konrad Feuerlein. Er studierte nach der Schulausbildung in Nürnberg an der Universität Altdorf, wo er 1686 unter Anleitung von Daniel Wilhelm Moller disputierte. 1687 veröffentlichte er eine akademische Rede über römische Weissagungen. Von 1689 bis 1691 setzte er seine Studien an der Universität Jena fort und kehrte nach einer längeren Gelehrtenreise 1692 in seine Heimatstadt zurück. Sein vor allem in diesen Jahren gefülltes Stammbuch wird in der Biblioteka Jagiellonska in Krakau aufbewahrt. 1692 wurde er Diakon am Heilig-Geist-Spital in Nürnberg. Diese Stelle hatte er bis zu seinem Tod inne. Aus seiner 1693 mit Margarethe Catherine Vorckels († 1698) geschlossenen Ehe entstammte der Sohn Conrad Friedrich Feuerlein (1694–1742).